# Le Lou-du-Lac
Le Lou-du-Lac est une ancienne commune française située dans le département d'Ille-et-Vilaine en Région Bretagne. C’était l’une des plus petites communes d’Ille-et-Vilaine, tant en superficie qu'en nombre d'habitants. Le 1er janvier 2016, elle a fusionné avec La Chapelle-du-Lou pour former la commune de La Chapelle-du-Lou-du-Lac.

## Géographie

### Localisation
La commune située à une trentaine de kilomètres au nord-ouest de Rennes, à une vingtaine de kilomètres au sud de Dinan et à quelques kilomètres à l’est de Montauban-de-Bretagne.
La commune est traversée par la D 28 et la D 62.
|                       | La Chapelle-du-Lou |       |
| Montauban-de-Bretagne | Le Lou-du-Lac      |       |
|                       |                    | Bédée |

### Hydrographie

Le Lou-du-Lac se trouve à la limite du bassin versant de la Vilaine.

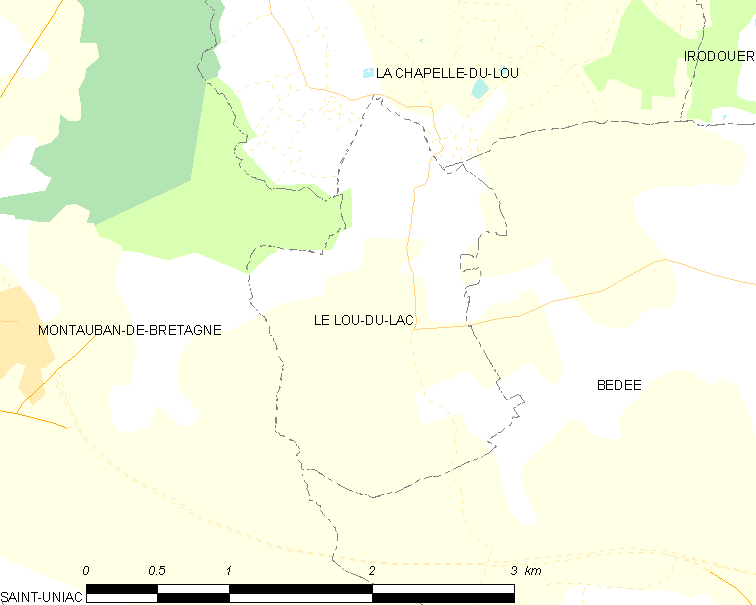
Carte de la commune.

La commune du Lou-du-Lac se trouve sur la ligne de partage des eaux entre le bassin versant de la Vilaine (au sud) et celui de la Rance (au nord). L’étang au nord de la commune alimente le ruisseau du Moulin du Lou qui mène à la Rance et donc à la Manche. Au sud, on trouve la source d’un ruisseau affluent du Garun, lui-même principal affluent du Meu qui se jette dans la Vilaine puis dans le golfe de Gascogne (océan Atlantique).
Cette source possède un caractère sacré.

## Toponymie
Les formes anciennes sont : Lupo (XIIIe siècle), Le Lou Lieuc (1314), Lohoc (XiVe siècle), Le Lou (1516),.
Lou est issu du vieux breton louc'h (« lac »), ou un étang creusé par l'homme. Il est vraisemblable que le nom provient les étangs qui ont entouré son château.
La forme bretonne par l'Office public de la langue bretonne est Al Loc’h.

### Lieux-dits
Du nord au sud, plusieurs lieux-dits sont répartis sur le territoire de la commune :
- le Champ de l’Orme
- les Vieux Villes
- la Basse Cour
- le Presbytère
- la Ville Joubier
- Fosse Guéret
- la ville Piron
- les Quatre Routes
- l’Aubriais
- la Normandais
- la Pommeraie
- les Méheudais
- la Gourdonnelais
- Raminée
- la Motte au Sage

## Histoire
La paroisse du Lou-du-Lac, enclavée dans l'évêché de Saint-Malo faisait partie du doyenné de Bobital relevant de l'évêché de Dol et était sous le vocable de saint Loup.
La famille de Méel puis par alliance la famille la Lande possèdent la seigneurie du Lou-du-Lac. Olivier de Méel est sans doute le membre le plus connu de cette famille.
En 1924, le domaine du Loû est vendu et séparé en deux : d'un côté, la tour et le lac, de l'autre, le château dont la famille Berthier devient propriétaire, y installant une forge et par la suite un bar-café-alimentation longtemps tenu par leur fille prénommée Marie, raison pour laquelle le château fut surnommé "château de Marie".

## Politique et administration
| Période                                  | Période   | Identité          | Étiquette | Qualité       |
| ---------------------------------------- | --------- | ----------------- | --------- | ------------- |
|                                          | fl. 1835  | Texier            |           |               |
|                                          | fl. 1900  | Genetay           |           |               |
| décembre 1919                            | ??        | Texier            |           |               |
| Les données manquantes sont à compléter. |           |                   |           |               |
| mars 1983                                | mars 2001 | André Renaudin    |           | Agriculteur   |
| mars 2001                                | mars 2008 | Daniel Georgeault |           | Chauffeur     |
| mars 2008                                | 2015      | Édith Renaudin    |           | Mère au foyer |
| Les données manquantes sont à compléter. |           |                   |           |               |

## Démographie
L'évolution du nombre d'habitants est connue à travers les recensements de la population effectués dans la commune depuis 1793. À partir du 1er janvier 2009, les populations légales des communes sont publiées annuellement dans le cadre d'un recensement qui repose désormais sur une collecte d'information annuelle, concernant successivement tous les territoires communaux au cours d'une période de cinq ans. 
Pour les communes de moins de 10 000 habitants, une enquête de recensement portant sur toute la population est réalisée tous les cinq ans, les populations légales des années intermédiaires étant quant à elles estimées par interpolation ou extrapolation. Pour la commune, le premier recensement exhaustif entrant dans le cadre du nouveau dispositif a été réalisé en 2004,.
En 2013, la commune comptait 99 habitants, en évolution de −1,98 % par rapport à 2008 (Ille-et-Vilaine : +5,61 %, France hors Mayotte : +2,49 %).
| 1793 | 1800 | 1806 | 1821 | 1831 | 1836 | 1841 | 1846 | 1851 |
| ---- | ---- | ---- | ---- | ---- | ---- | ---- | ---- | ---- |
| 244  | 280  | 295  | 245  | 270  | 221  | 206  | 206  | 197  |

| 1856 | 1861 | 1866 | 1872 | 1876 | 1881 | 1886 | 1891 | 1896 |
| ---- | ---- | ---- | ---- | ---- | ---- | ---- | ---- | ---- |
| 192  | 206  | 201  | 214  | 213  | 202  | 207  | 206  | 179  |

| 1901 | 1906 | 1911 | 1921 | 1926 | 1931 | 1936 | 1946 | 1954 |
| ---- | ---- | ---- | ---- | ---- | ---- | ---- | ---- | ---- |
| 206  | 176  | 176  | 150  | 157  | 158  | 144  | 157  | 137  |

| 1962 | 1968 | 1975 | 1982 | 1990 | 1999 | 2004 | 2009 | 2013 |
| ---- | ---- | ---- | ---- | ---- | ---- | ---- | ---- | ---- |
| 125  | 100  | 87   | 114  | 107  | 100  | 106  | 98   | 99   |

Au recensement de 2011, Le Lou-du-Lac est devenu la commune la moins peuplée du département avec une population municipale de 93 habitants, soit 7 de moins que Bléruais.
Le maximum de population a été atteint en 1806 avec 295 habitants.

## Monuments et lieux touristiques

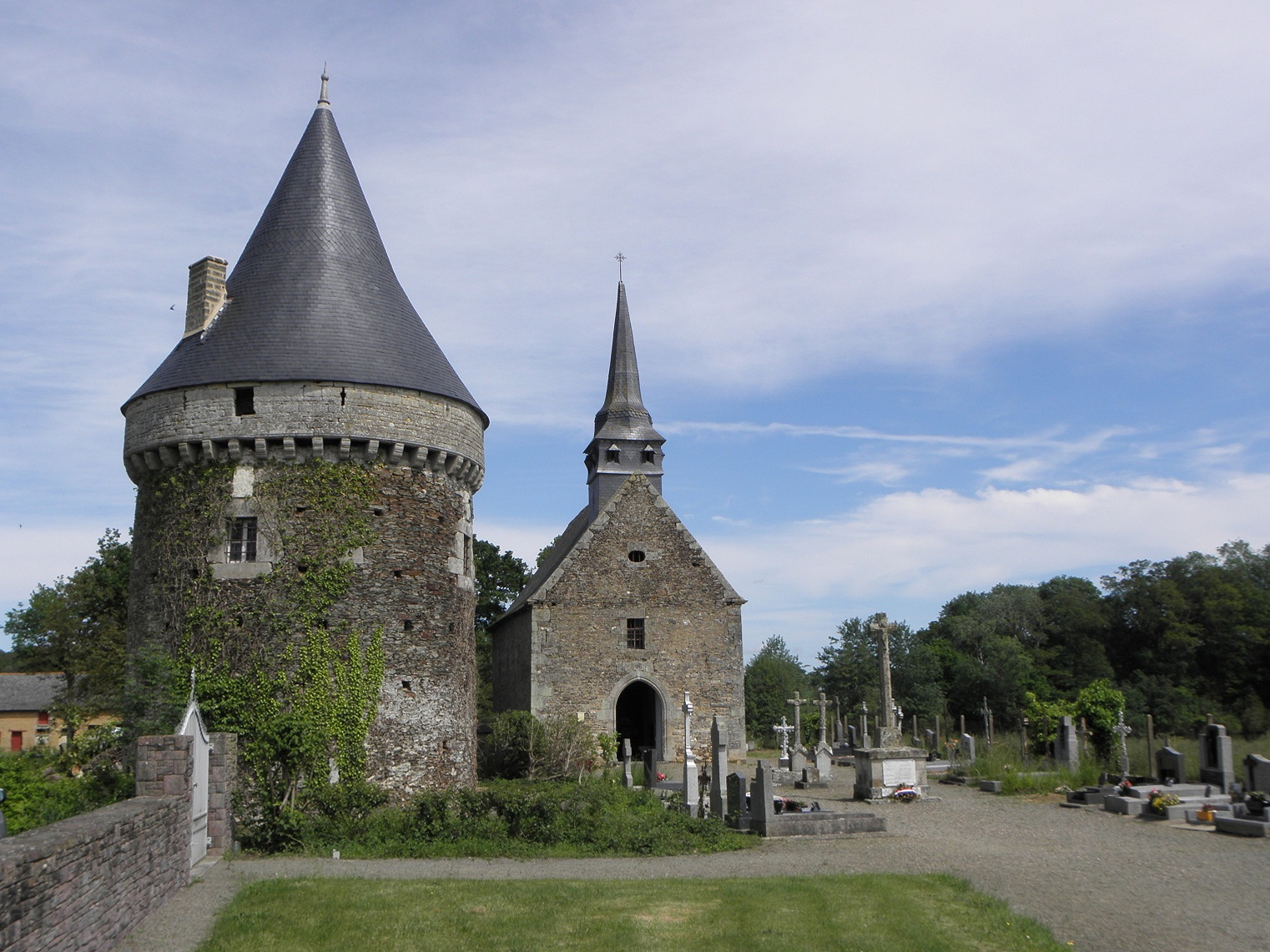
L'église paroissiale Saint-Loup.

La commune abrite un seul monument historique protégé : l’église Saint-Loup, édifiée pour partie au XIe siècle et remaniée au XVIe siècle et au XVIIe siècle. Il s’agit à l’origine de la chapelle du château du Lou. Elle est entourée de son cimetière. Elle a été inscrite par arrêté du 11 mai 2009,,. L’église contient deux objets classés au titre des monuments historiques : un lot de dix tableaux et deux draps mortuaires.
Ni la base Mérimée ni le service régional de l’Inventaire général du patrimoine culturel ne mentionnent d’autres édifices.
On ne trouve aucune zone naturelle protégée sur le territoire de la commune.